# Spizocorys fremantlii
La alondra colicorta (Spizocorys fremantlii) es una especie de ave paseriforme de la familia Alaudidae propia de África oriental, que se encuentra en Etiopía, Kenia, Somalia y Tanzania. Anteriormente se clasificaba como la única especie del género Pseudalaemon Lort Phillips, 1898.

## Subespecies
Se reconocen las siguientes subespecies:
- Spizocorys fremantlii fremantlii
- Spizocorys fremantlii megaensis
- Spizocorys fremantlii delamerei